# Quaternella confusa
Quaternella confusa är en amarantväxtart som beskrevs av Troels Myndel Pedersen. Quaternella confusa ingår i släktet Quaternella och familjen amarantväxter. Inga underarter finns listade i Catalogue of Life.